# 高殿圓
高殿圓（1976年4月1日—），日本女性輕小說作家，兵庫縣神戶市人，居住於關西，愚人節出生，座右銘是「人生就是要勇於嘗試」。代表作《 魔界王子》系列（Comic ZERO-SUM）、《遠征王》系列（角川Beans文庫）、《銃姬》（MF文庫J）、《Comiingout！》（villagebooks edge）等，曾在2000年獲第四回角川學園小說大賞獎勵賞。

## 作品列表
- 《魔界王子 devils and realist》
- 《遠征王》/ 插畫 麻麻原绘里依
- 《銃姬》/ 插畫 榎波克己
- 《Comiingout！》
- 《神曲奏界 永恆之白》/ 插畫 きなこひろ→凪かすみ
- 《卡莉》/ 插畫 椋本夏夜
- 《公主心》/ 插畫 香代乃→明咲透路
- 《そのとき》/ 插畫 小田切ほたる
- 《特別國稅徵收官》

## 註腳
1. ↑  .   [2023-09-18]. （原始内容存档于2014-05-18）.
2. ↑   (PDF).   [2023-09-18]. （原始内容存档 (PDF)于2014-05-25）.